# Бєліков Іван Олександрович
Іван Олександрович Бєліков (рос. Иван Александрович Беликов; нар. 4 грудня 1996, Москва, Росія) — російський футболіст, півзахисник.

## Життєпис
Вихованець московських команд «Зміна» та ЦСКА. З 2014 року виступав за аматорський клуб «Школа м'яча». У липні 2015 року підписав контракт із пермським «Амкаром», за який виступав у молодіжній першості. У 2016 році грав в оренді за клуби ПФЛ «Локомотив» (Ліски) та «Афіпс». У ПФЛ дебютував за «Локомотив» 10 квітня 2016 року в поєдинку проти тульського «Арсеналу-2». 
У лютому 2017 році відправився на перегляд до «Нафтану», за результатами якого відправився в оренду до новополоцького клубу. У складі «Нафтану» зіграв у 8 матчах чемпіонату Білорусі. У червні 2017 року покинув новополоцький клуб. Незабаром поїхав на перегляд у підмосковні «Хімки» і в липні підписав з клубом контракт. 15 липня 2017 року дебютував у російській ФНЛ за «Хімки» в поєдинку проти «Кубані» (Краснодар).
У лютому 2018 року перебрався до «Сахаліну», а в липні 2018 року став гравцем воронезького «Факела». У лютому 2019 року приєднався до новомосковського «Хіміка».